# Allopauropus curvatus
Allopauropus curvatus är en mångfotingart som beskrevs av Ulf Scheller 1970. Allopauropus curvatus ingår i släktet småfåfotingar, och familjen fåfotingar. Inga underarter finns listade i Catalogue of Life.